# Euxoa catenula
Euxoa catenula là một loài bướm đêm thuộc họ Noctuidae. Nó được tìm thấy ở miền nam Saskatchewan phía tây đến miền nam đảo Vancouver, phía nam đến Kansas, New Mexico, Arizona và miền nam California.
Sải cánh dài 34–37 mm. Con trưởng thành bay từ tháng 8 đến tháng 9.
Ấu trùng ăn Oxytropis, Melilotus alba, Lupinus, Salsola kali và Viola pedatifida.

## Hình ảnh

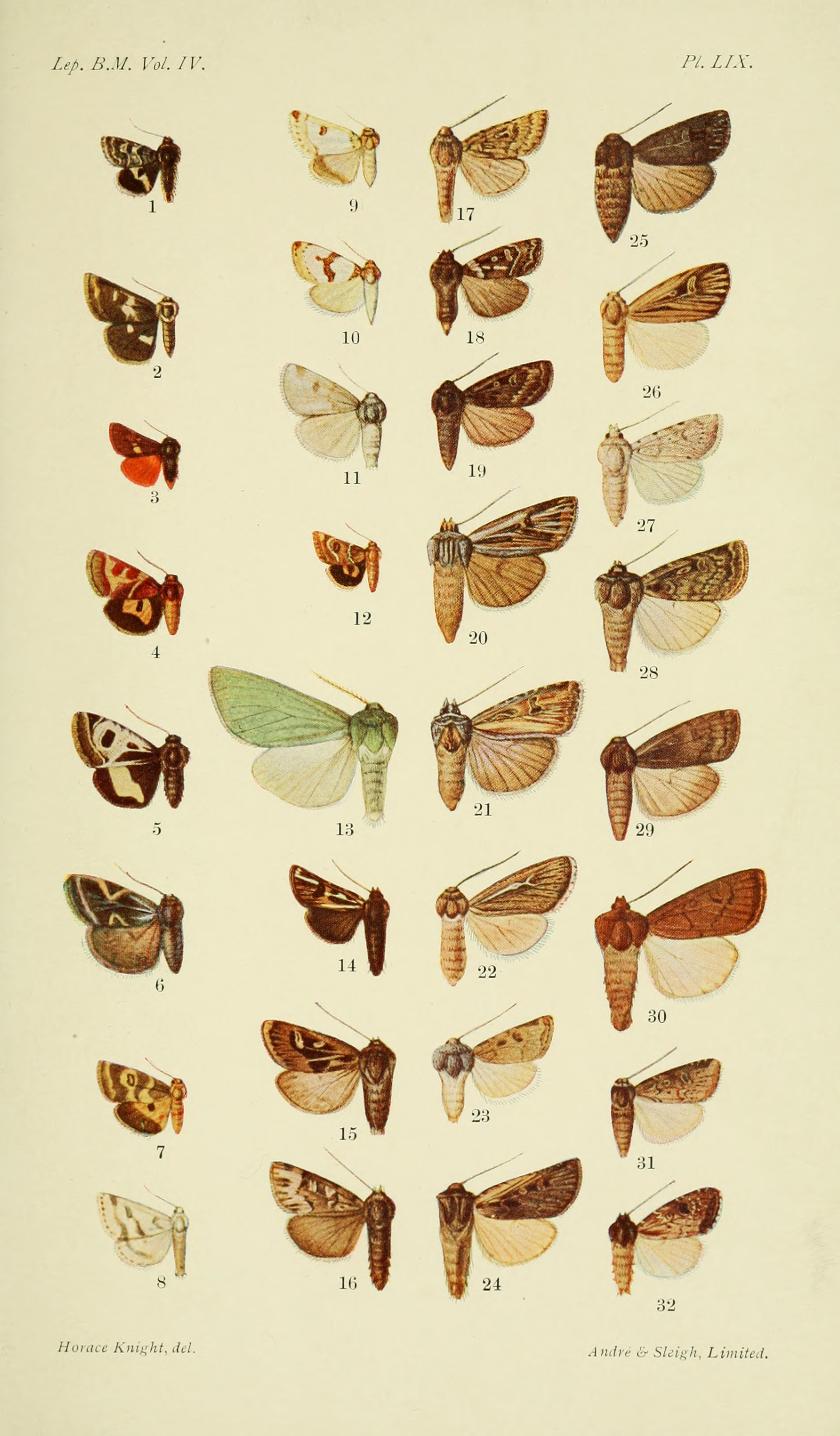